# صلح‌طلب (فیلم)
صلح‌طلب (ایتالیایی: La pacifista) فیلمی در ژانر درام به کارگردانی میکلوش یانچو است که در سال ۱۹۷۰ منتشر شد. از بازیگران آن می‌توان به مونیکا ویتی اشاره کرد.